# Temple de Charenton-le-Pont
Le temple protestant de Charenton est un édifice religieux située 12 rue Guérin à Charenton-le-Pont. La paroisse est membre de l'Église protestante unie de France.
Charenton a constitué le premier lieu de culte protestant autorisé en région parisienne, par l'édit de Nantes, dès 1607. L'emplacement du premier puis du deuxième temple, ce dernier rasé en 1685, se situe sur le territoire de l'actuelle commune de Saint-Maurice (qui appartenait jusqu'en 1843 à la commune de Charenton-Saint-Maurice).

## Histoire

### Sous l'Ancien Régime
Les protestants bénéficient d'un droit restreint d'exercice de leur culte, cette restriction concerne notamment la possibilité de célébrer le culte dans les villes importantes. Pour Paris, l'édit de Nantes de 1598 interdit la construction de temples protestants à moins de cinq lieues de la ville. 
En conséquence, le premier temple de Paris est construit à l'est, à Charenton (sur le territoire de l'actuelle commune de Saint-Maurice, à l'angle de la rue du Val-d'Osne et de la rue du Maréchal-Leclerc), en 1607, par l'architecte Jacques II Androuet du Cerceau. Pour imposer cette dérogation, Henri IV dut décréter que Charenton était bien éloigné de cinq lieues de Paris. Ce premier temple est détruit par un incendie en 1621.
Un deuxième temple est construit en 1623 par Salomon de Brosse et Jean Thiriot. On y accédait par une voie disparue qui était située approximativement dans l'axe de l'actuelle impasse du Val d'Osne rejoignant la place de l'église en passant à l'arrière des actuelles écoles et Mairie et à l'intérieur du domaine de l'hôpital Esquirol. En 1631, y a lieu synode national de Charenton, où les protestants décrètent la possibilité pour les Calvinistes et les Luthériens de participer ensemble à des cérémonies, notamment la Sainte-Cène. Le temple est rasé en 1685, après la révocation de l'édit de Nantes. 
Le couvent du Val d'Osne est établi à partir de 1700 sur le domaine de l'ancien temple (bâtiment préservé du Consistoire et église construite à partir de 1703). Le couvent fermé à la Révolution est vendu comme bien national. Il n'en reste aucun vestige.

#### Pasteurs principaux de l'Église de Charenton
- Pierre Du Moulin, premier pasteur du temple de Charenton (1606-c.1621)
- Charles Drelincourt, son successeur (1620-1669)
- Michel Le Faucheur (1637-1657)
- Jean Mestrezat (1614-1657)
- Jean Daillé (1626-1670)
- Charles Drelincourt (1620-1669)
- Jean Claude (1666-1685)
- Pierre Allix (1671-1685)[7]

### Temple actuel
Le temple actuel est construit en 1889, à un emplacement différent des deux temples qui l'ont précédé.

## Architecture

### Temple actuel
Le temple construit en 1889 possède un plan rectangulaire. Il est surmonté d'un toit à longs pans recouvert d'ardoise. Sur son côté nord, il possède trois séries de deux baies dont les deux dernières possèdent des vitraux.
Le porche du temple est précédé d'un auvent en bois. Il possède également un clocher à plan octogonal, surmonté d'une flèche en ardoise, sur son coin sud.

### Ancien temple

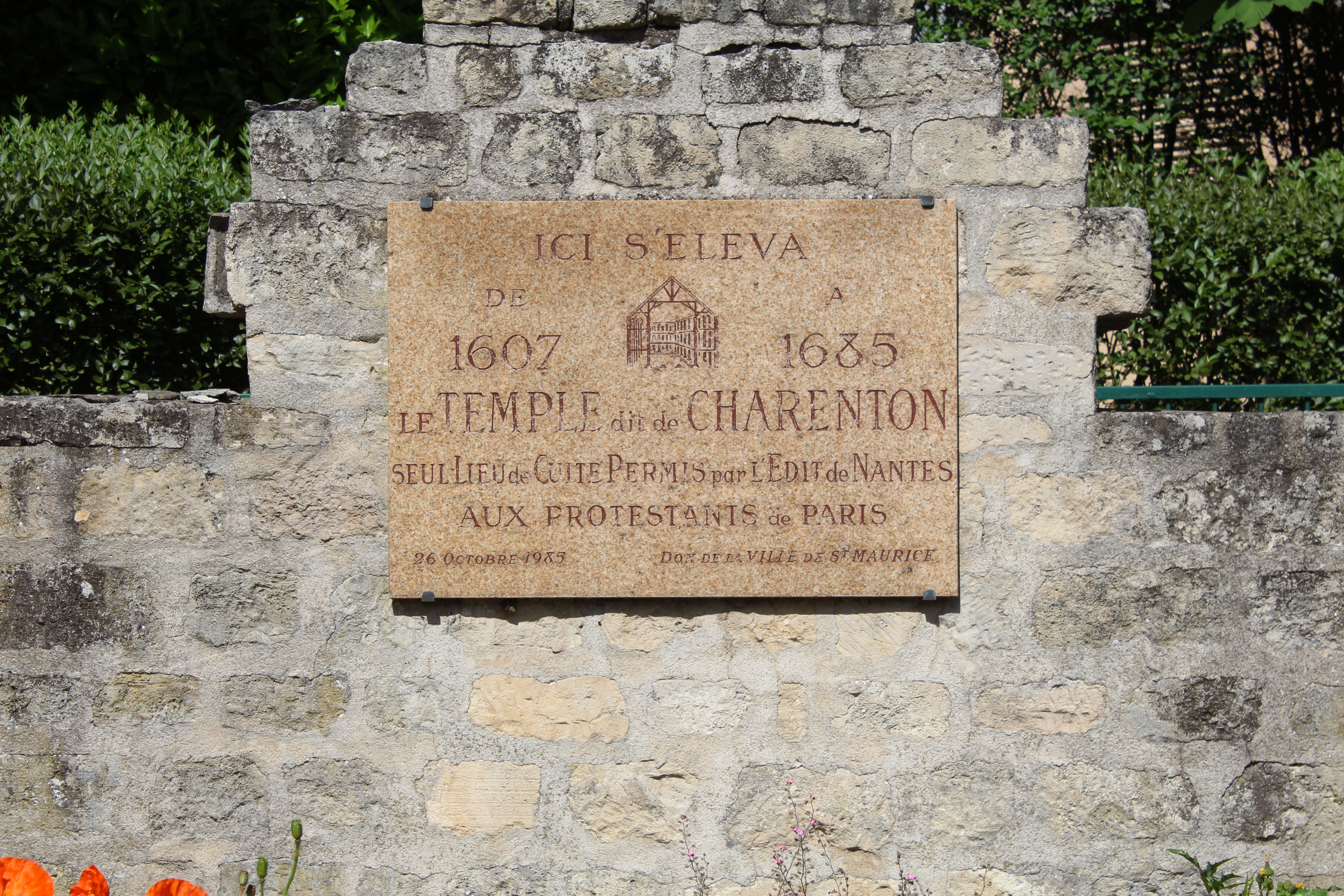
Plaque commémorant l'emplacement du premier temple de Charenton, située rue du Maréchal-Leclerc, place Jean-Jaurès, à Saint-Maurice.
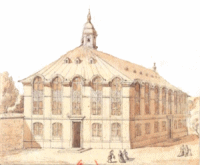
Temple protestant de 1623.
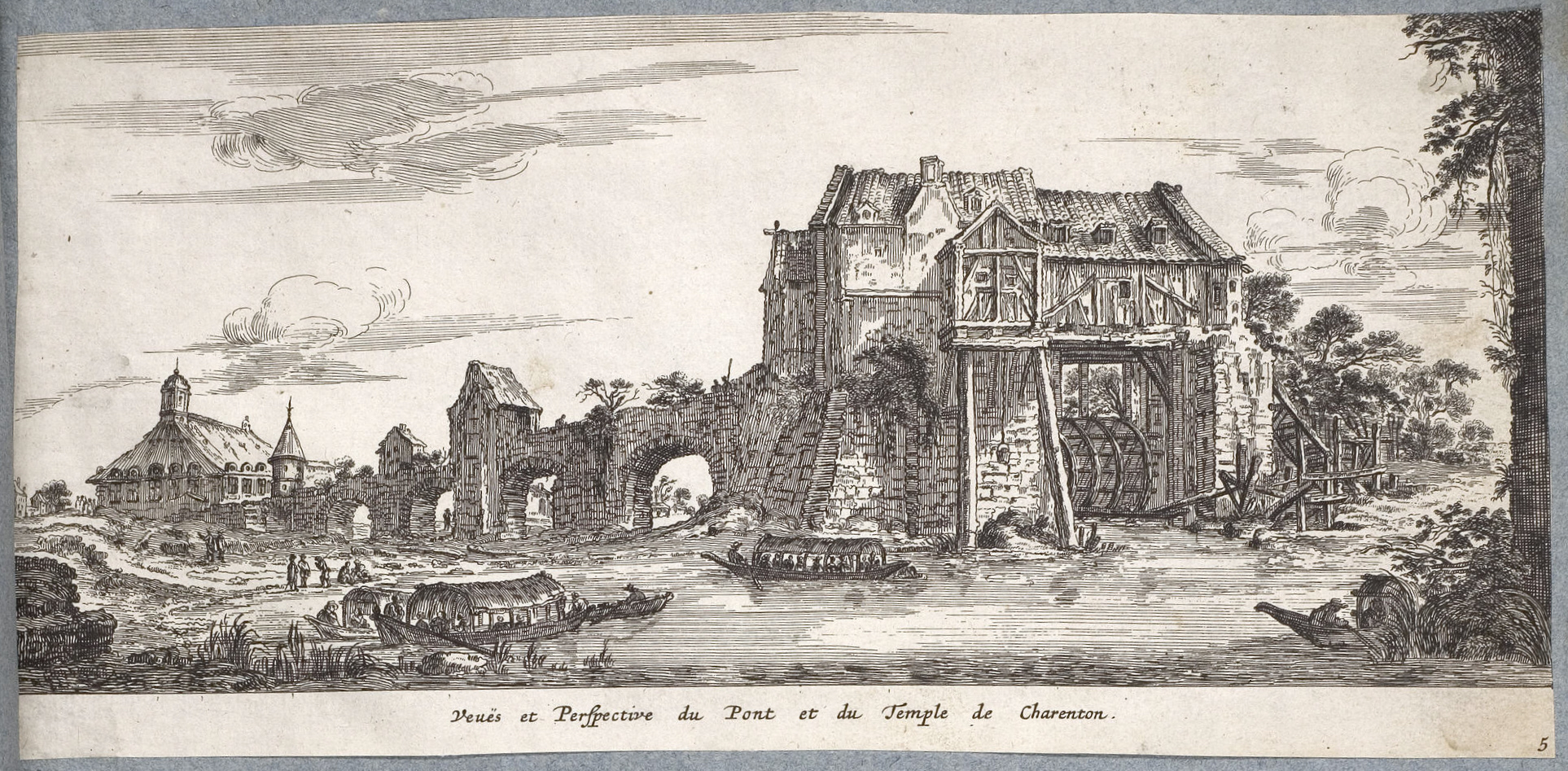
Gravure d'Israël Silvestre représentant le pont et le temple (à gauche) de Charenton vers 1660
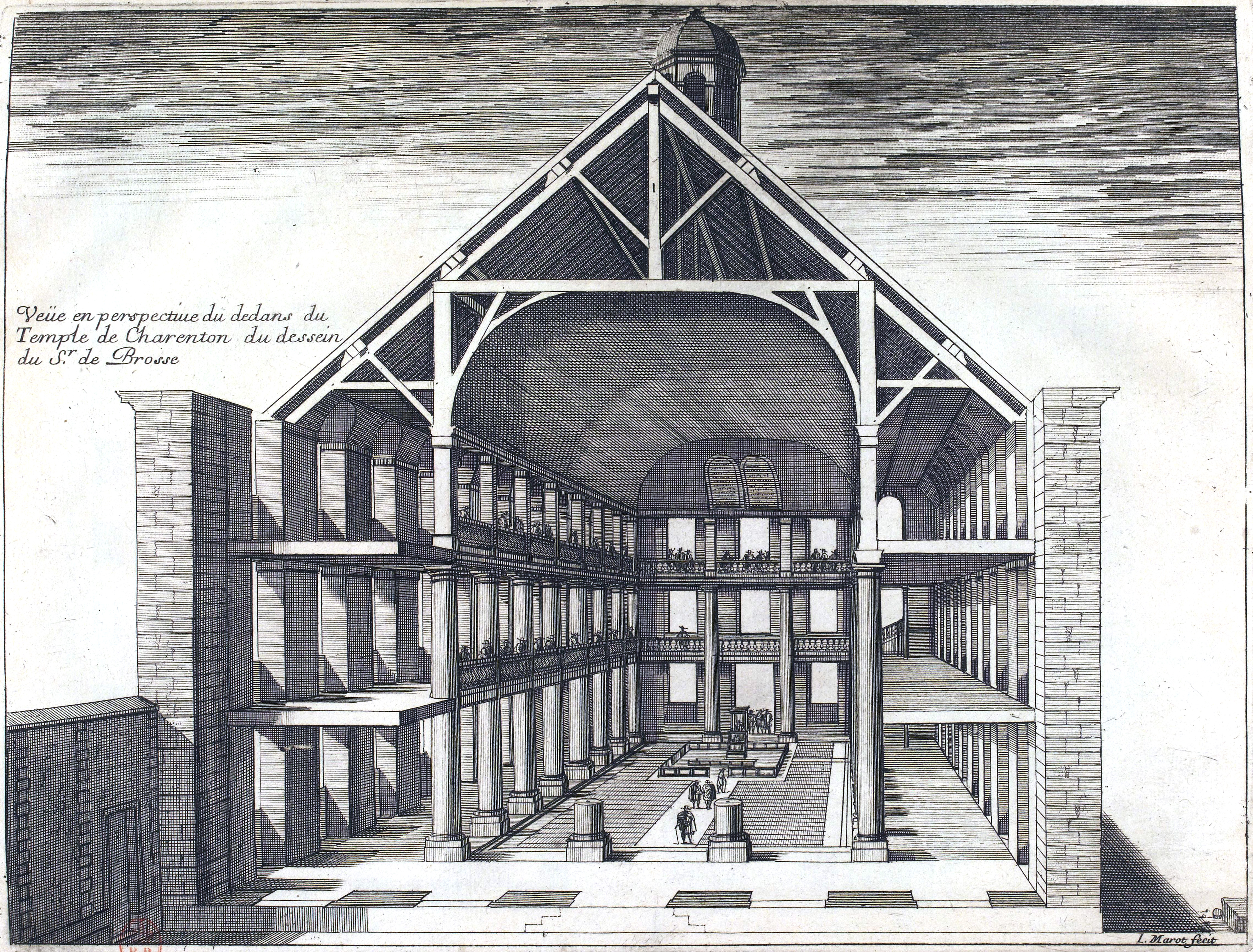
Temple de Charenton (1623), vue intérieure en perspective, dessinée par Salomon de Brosse
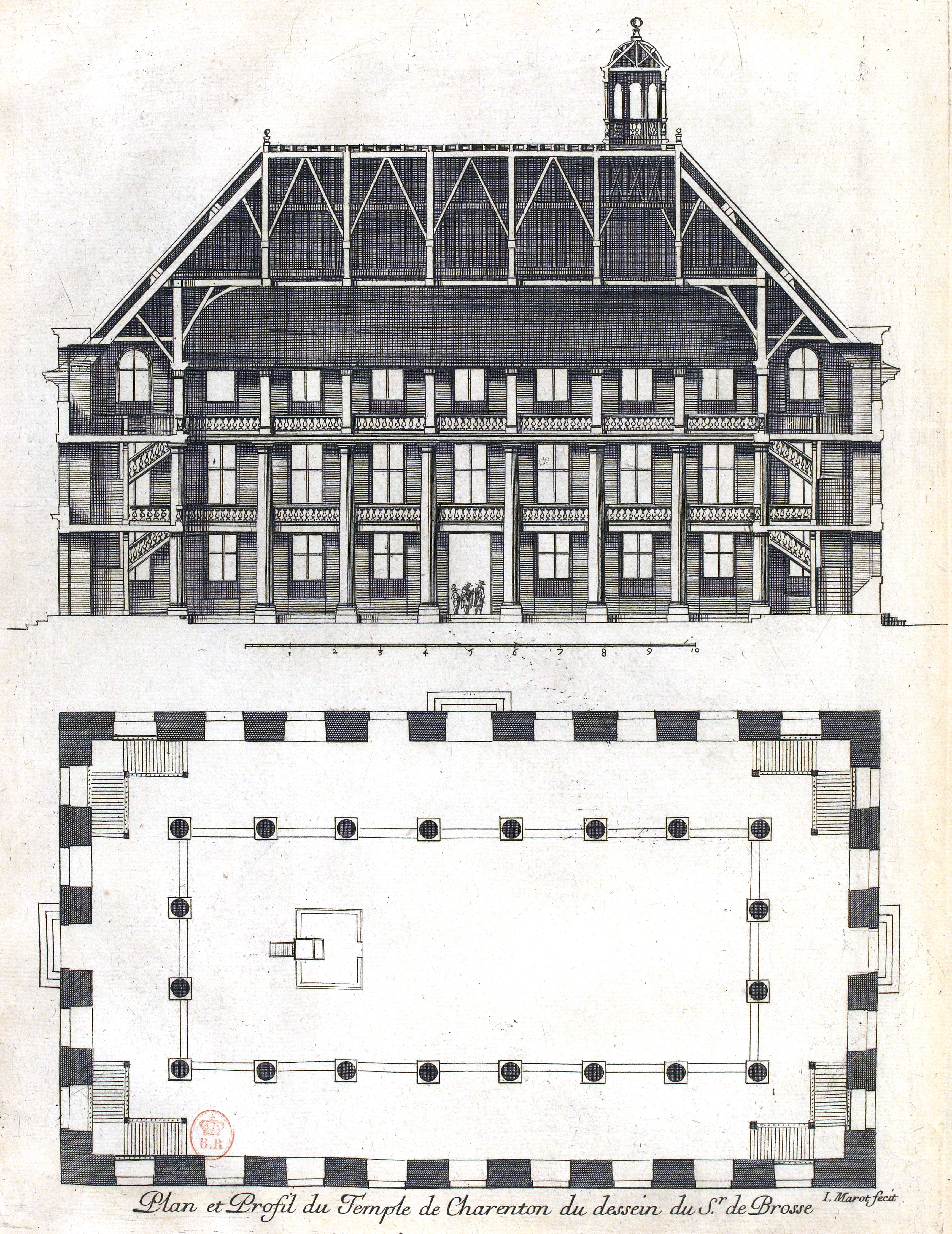
Plan et profil du temple (1623)
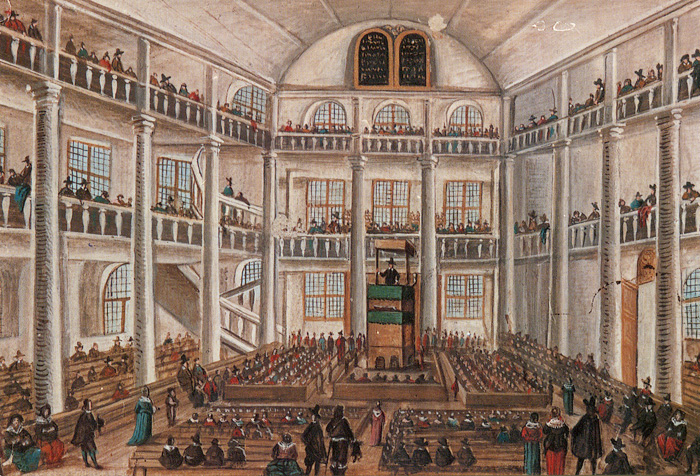
Vue intérieure du temple (1648)
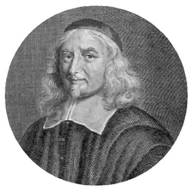
Jean Daillé, pasteur et théologien qui exerça son ministère au temple de Charenton de 1626 à sa mort.